# Federaal-Democratische Unie
De Federaal-Democratische Unie (Duits: Eidgenössisch-Demokratische Union, Frans: Union Démocratique Fédérale, Italiaans: Unione Democratica Federale) is een centrumrechtse Zwitserse partij. De partij is vertegenwoordigd in de Nationale Raad en is een partij die in de christelijke traditie gevormde normen en waarden voorstaat en kritisch staat tegenover de Europese Unie.
Critici die de partij omschrijven als uiterst rechts, hebben het nakijken, uit het stemgedrag van de EDU fractie (men vormt samen met de Evangelische Volkspartij een fractie) in de periode 1999-2003 bleek dat de EDU over het algemeen een centrum tot centrumrechtse positie innam.
De EDU werd in 1975 opgericht. In de kantons Zürich en Vaud was zij een afsplitsing van de nationalistische Nationale Actie (thans Zwitserse Democraten genaamd) en in het kanton Bern een afsplitsing van de gematigde Evangelische Volkspartij. In 1991 werd er voor het eerst een lid van de EDU, Werner Scherrer, in de Nationale Raad gekozen. Bij de verkiezingen van 19 oktober 2003 boekte de EDU een groot succes: de partij kreeg 1,3% van de stemmen en er werden twee EDU'ers in de Nationale Raad gekozen, namelijk Christian Waber en Markus Wäfler. Samen met de centrumlinkse Evangelische Volkspartij vormde de EDU een fractie (Evangelische Fraktiobn) in de Nationale Raad.
Bij de parlementsverkiezingen van 21 oktober 2007 verloor de EDU één zetel in de Nationale Raad en behield er een.

## Ideologie
De EDU heeft zowel trekken van een traditionele christelijke partij als van een conservatieve partij die een isolationistische koers voorstaat. De partij is tegen geregistreerd partnerschap voor zowel heteroseksuelen als voor homoseksuelen, tegen abortus, legalisering van drugs en tegen euthanasie. De partij is voor traditionele gezinnen met een duidelijke rolverdeling van man en vrouw, ofschoon de partij niet tegen participatie van vrouwen in het openbare leven is. De EDU stelt zich kritisch op ten opzichte van de Europese Unie. De EDU acht het de verantwoordelijkheid van alle Zwitsers om zorg te dragen voor het milieu en natuurbehoud.

## Jongerenafdeling
De jongerenafdeling van de EDU heet Junge EDU/Jeunes EDU (Jonge EDU). De Junge EDU/Jeunes EDU werd in 2003 opgericht.

## Voorzitter
De voorzitter van de EDU is Hans Moser, vroeger lid van de Vrijzinnig Democratische Partij van het kanton Sankt Gallen. In de jaren 1990 was hij betrokken bij de oprichting van de EDU Sankt Gallen. Peter Bonsack is vicevoorzitter van de EDU. Bettina Sommer en Thomas Feuz zijn de secretarissen van de partij.

## VerkiezingsresultatenNationale Raad1991-heden
| Zetelverdeling 1991-2019 |
| ------------------------ |
| 1991: 1                  |
| 1995: 1                  |
| 1999: 1                  |
| 2003: 2 (1,3%)           |
| 2007: 1 (1,3%)           |
| 2011: - (1,3%)           |
| 2015: - (1,2%)           |
| 2019: 1 (1,0%)           |